# Stefan Koczorowski
Stefan Koczorowski (* 1910; † 17. August 1997 in Breslau) war ein polnischer Chirurg und Hochschullehrer.

## Leben
Nach dem 2. Studienjahr an der Lemberger Jan Kazimierz-Universität kam Koczorowski als Volontär in die Klinik von Tadeusz Ostrowski. Dort arbeitete er nach Ende des Studiums und dort begann die Zusammenarbeit und Freundschaft mit Wiktor Bross. 1937 veröffentlichten Bross und Koczorowski die erste gemeinsame Publikation. Als Bross sich 1938 habilitierte, wurde Koczorowski promoviert. 1944 errichteten sie in einem Iwonitzer Sanatorium ein Krankenhaus. Sie leisteten chirurgische Hilfe für Partisanen, für die Zivilbevölkerung und für die Soldaten der nahenden Ostfront.

### Breslau
Gemeinsam bauten sie 1946 die chirurgische Klinik der Medizinischen Universität Breslau an der Ulica Skłodowskiej-Curie 66, in der sie bis zu ihrer Pensionierung (1973/1980) tätig waren. Bross führte die Planung, Koczorowski stützte ihn in allen bahnbrechenden Eingriffen. Später übernahm er die Publikationen. Die grundverschiedenen Charaktere ergänzten sich. Der ausgeglichene und sehr bescheidene Koczorowski kam mit dem unruhigen und cholerischen Bross gut aus. „Koczorowski altert sogar für Bross“ – hieß es. Aberglaube war beiden nicht fremd. Zu Todesfällen in der herzchirurgischen Pionierarbeit meinte Bross, dass „das Erste das Zweite nach sich zieht“. Für Koczorowski war es ein schlechtes Zeichen, wenn die erste Aufnahme im Bereitschaftsdienst eine Frau war – dann wurde der Dienst besonders schwer. 1961 kam es bei der Operation einer Aortenklappenstenose zum Kammerflimmern. Der klinikeigene Prototyp eines Defibrillators und die direkte Herz-Lungen-Wiederbelebung versagten. Koczorowski schlug den Einsatz der städtischen Stromleitung vor. Der Narkosearzt (Doz. A. Aronski) setzte den Vorschlag sofort um – erfolgreich. Die Kommissurotomie war möglich. Die Patientin überlebte.

### Klinikdirektor
Als Bross 1973 in den Ruhestand trat, wurde Koczorowski alleiniger Chef der Allgemeinen Chirurgie II. Er hielt sich an die Reglements seines Freundes und erbat oft seinen Rat. Hatte er sich bis dahin vor allem in der Thoraxchirurgie engagiert, konzentrierte er sich nun auf die Viszeralchirurgie. 1980 trat Koczorowski in den Ruhestand. Wie vor der Pensionierung besuchte er täglich die Hauptbibliothek der Medizinischen Akademie in der Parkstraße. Als einziger Mitarbeiter der Akademie hatte er freien Zugang zu allen Archiven der Bibliothek. Wie seine zum Teil übersetzten 250 Arbeiten zeichneten sich seine Vorlesungen und Seminare durch Klarheit und gute Sprache aus. Vorlauten Wichtigtuern begegnete er höflich: „Mein Herr, Ihr Selbstbewusstsein ist überentwickelt.“

## Ehrungen
- Verdienstkreuz der Republik Polen in Gold
- Orden Polonia Restituta
- Verdienstmedaille für die Verteidigung der Heimat (Polen) in Bronze.

## Koczorowski-Bibliothek
Noch in Koczorowskis Sterbejahr ersuchte der Nachfolger Bogdan Łazarkiewicz den Dekan, der Hauptbibliothek der Medizinischen Akademie Koczorowskis Namen zu geben. Der Fakultätsrat nahm den Vorschlag einstimmig an und leitete ihn an den Senat weiter. Er blieb unbeantwortet. Im Januar 1998 beschlossen die Ärzte der Breslauer Chirurgie, ihre Bibliothek nach Stefan Koczorowski zu benennen.